# Amauris echeria
Amauris echeria är en fjärilsart som beskrevs av Stoll 1790. Amauris echeria ingår i släktet Amauris och familjen praktfjärilar. IUCN kategoriserar arten globalt som livskraftig. Inga underarter finns listade i Catalogue of Life.

## Bildgalleri

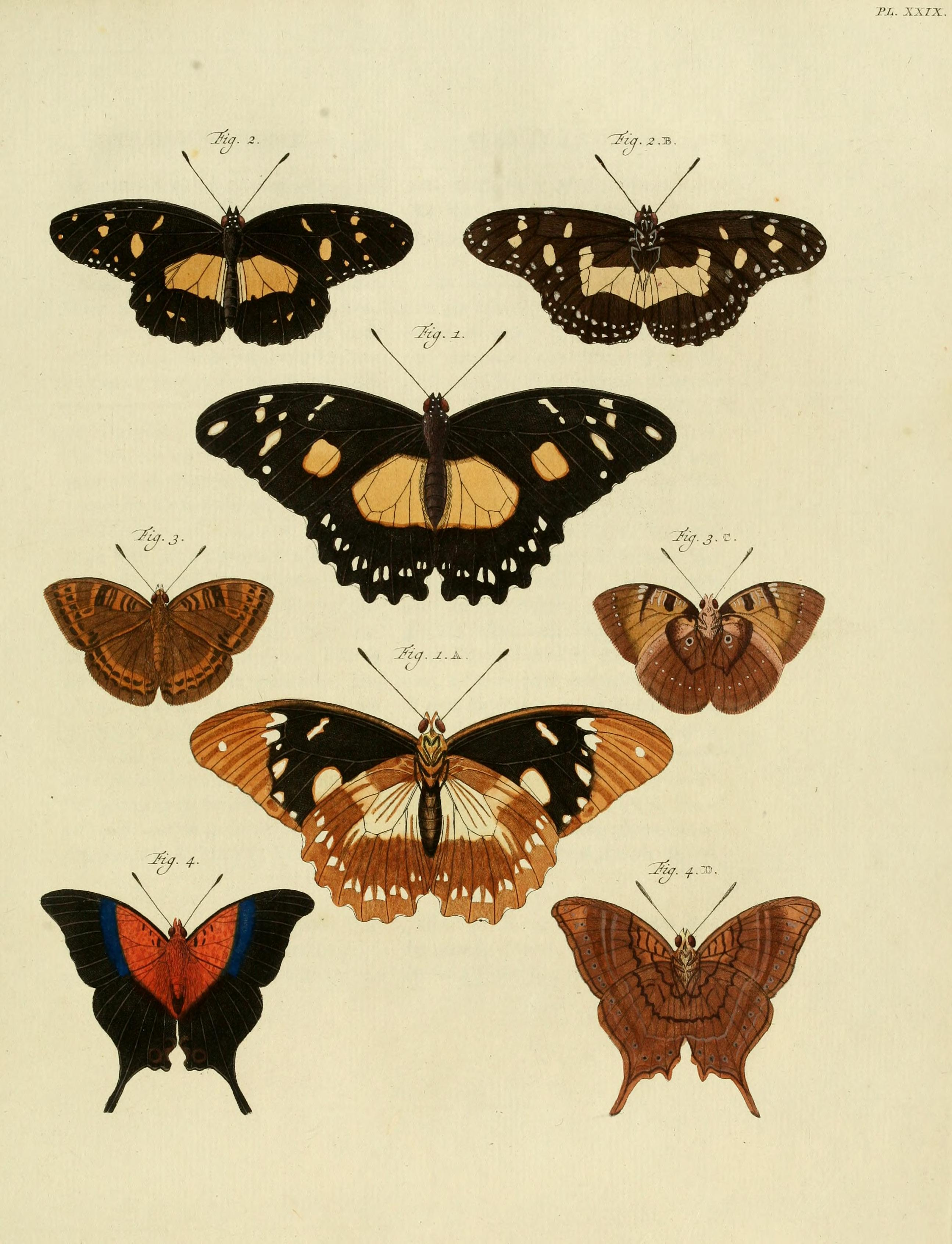